# Steffi Stephan

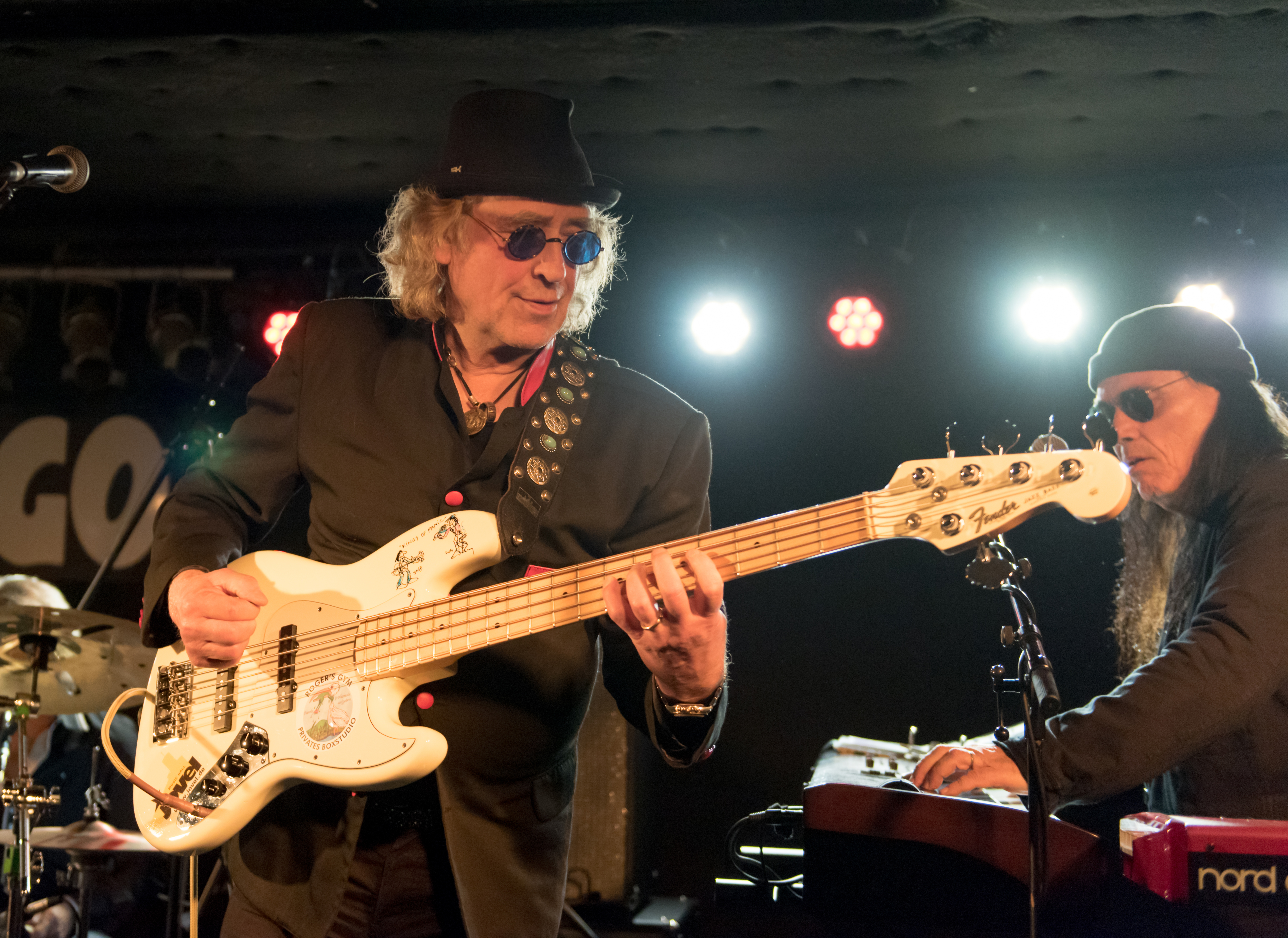
Steffi Stephan im Logo Hamburg 2016

Steffi Stephan (eigentlich Karl-Georg Stephan; * 9. Mai 1947 in Münster) ist ein deutscher Rockmusiker und Bassgitarrist.

## Werdegang

### Musiker
Steffi Stephan wurde 1954 im westfälischen Münster an der Kreuzschule eingeschult. Er studierte später dort Musik und ist Mitglied, Mitbegründer und musikalischer Direktor des Panikorchesters.
Stephan spielte im Laufe seiner jahrzehntelangen Musiker-Laufbahn mit vielen bekannten Musikern des Rock und Blues zusammen, so etwa mit Peter Maffay, Udo Lindenberg (er war mit Udo Lindenbergs Schwester Inge liiert), Champion Jack Dupree, The Pretty Things, Eric Burdon, Stefan Stoppok, Edwin Starr, Achim Reichel, Jean-Jacques Kravetz, Milva, Ulla Meinecke, Harry Belafonte, Tony Carey, Gebrüder Engel, Volker Lechtenbrink, Johnny Tame, Helen Schneider, Inga Rumpf, Michael Chapman, Pamela Stanley, Gunter Gabriel, JFK The Rock Opera, Jutta Weinhold, Gottfried Böttger, Dance Exercises, Hannes Bauer und das Orchester Gnadenlos, Henning Venske und Axel Schulß.

### Musik-Produzent und Unternehmer
Stephan war Produzent aller Live-Alben von Udo Lindenberg & Panikorchester, von vier Studio- und einem Live-Album der Gebrüder Engel, dem Album Rock gegen Atom, der LPs Dance Exercises, Rock – Schul Projekt, Axel Schulß’ Ich bin Schulß, dem Doppel-Album JFK (The Rock Opera), der LP Sarajevo Love sowie der Videos zu Udo Lindenberg & Panikorchester Livehaftig und JFK (The Rock Opera), darüber hinaus zahlreicher Single-Veröffentlichungen.
1986 organisierte er das Festival „Rock gegen Atom“ auf der Loreley und von Mai 2000 bis 2009 das Eurocityfest, das früher als „Stadtfest“ bezeichnete Straßenfest in der Innenstadt von Münster. Neben seiner musikalischen Karriere betreibt Stephan in Münster in wechselnden Räumlichkeiten den Musikclub Jovel.   Zusätzlich betreibt er ein Tonstudio.

### Privat
Stephan hat einen Sohn aus der Beziehung mit Inge Lindenberg.